# 178 Dywizja Strzelecka (ZSRR)
178 Dywizja Strzelecka (ros. 178-я стрелковая дивизия) – związek taktyczny (dywizja piechoty) Armii Czerwonej z okresu II wojny światowej.
178 Dywizja Strzelecka (178 DS) w czasie ataku wojsk III Rzeszy i ich sojuszników już od 29 czerwca 1941 przebywała na froncie i uczestniczyła w walkach odwrotowych. Następnie brała udział w bitwie o Moskwę. Prowadziła też walki o przełamanie blokady Leningradu i likwidacji wojsk hitlerowskich otoczonych w rejonie Kurlandii. Odznaczona została Orderem Czerwonego Sztandaru. 

## Dowódcy dywizji
- płk Nikolaj Staruchin (01.08.1939 - 31.08.1941)
- ppłk/płk Aleksandr Kwasznin (01.08.1941 - 30.04.1942)
- płk Aleksandr Kudriawcew (01.04.1942 - 31.10.1943)
- gen. mjr Aleksandr Kronik (01.10.1943 - 31.07.1944)
- płk Josif Lebiedinskij (01.07.1944 - 31.05.1945)[2].

## Struktura organizacyjna
Skład w 1941:
- 386 Pułk Strzelecki
- 693 Pułk Strzelecki
- 709 Pułk Strzelecki
- 332 Pułk Artylerii
- 432 Pułk Artylerii[3].